# Die Hard Arcade
Die Hard Arcade, conocido en Japón como Dynamite Deka es un videojuego beat 'em up lanzado por Sega. y Fue el primer beat 'em up en usar gráficos poligonales con mapeados con textura, y utiliza un movimiento extremadamente sofisticado establecido por los estándares beat 'em up, a menudo comparado con un juego de lucha . El juego fue publicado en cooperación con Fox Interactive y fue un producto con licencia basado en la película Die Hard. Debido a que Sega no tenía los derechos de videojuegos japoneses para Die Hard, en Japón el juego fue despojado de la licencia Die Hard y publicado como propiedad original.
De manera similar a las películas de acción exitosas de la época, Die Hard Arcade está dominado por una violencia exagerada pero en gran medida libre de sangre que se juega para lograr un efecto cómico. Lanzado en 1996 para Arcades, el juego fue trasladado a Sega Saturn en 1997 y a PlayStation 2 (solo Japón) en la línea Sega Ages en 2006. Una secuela, Dynamite Cop, fue lanzada para arcades y Dreamcast en 1998 sin Die Hard Licencia.

## Jugabilidad
Die Hard Arcade es un juego para uno o dos jugadores, que juegan como John McClane o Kris Thompsen (Bruno Delinger y Cindy Holiday en la versión japonesa). Los jugadores se abren paso a través de oleadas de enemigos, usando sus puños, pies y una variedad de armas que se pueden recoger de los enemigos o del medio ambiente, desde artículos domésticos como escobas y pimenteros hasta lanzadores de misiles de alto daño y armas antitanque. La mayoría de las armas se pierden automáticamente al final de cada escena de acción, pero las pistolas de mano se pueden retener mientras les quede munición. La estructura de nivel típica es una cantidad de súbditos que el jugador debe vencer en muchas habitaciones, seguidos de un jefe. Los eventos de tiempo rápido se intercalan entre muchas de las escenas. Si falla un Evento de tiempo rápido, se produce una pérdida de salud, como es habitual para los QTE, o una escena de acción adicional que, de lo contrario, los jugadores no tendrían que completar. Las escenas cortadas se intercalan en la acción.
La versión de Saturno también incluye un puerto del juego arcade de Sega de 1979 Deep Scan, que se puede utilizar para obtener créditos adicionales. A diferencia de la mayoría de los puertos arcade, no se proporcionan créditos adicionales para Deep Scan. Perder una sola vida resulta en un juego terminado.

## Argumento
En la versión en inglés, John McClane y Kris Thompsen (Bruno Delinger y Cindy Holiday) intentan salvar a la hija del presidente, Caroline Powell, de los terroristas. Hay varios jefes en el juego, incluido un motorista llamado Hog, un luchador mexicano llamado Jocko, el equipo gemelo del Sr. Oishi (un luchador de sumo) y el Sr. Tubbs (un general del ejército), un jefe de bomberos (sin nombre) y pares de Spiderbots que disparan con láser.  El jefe final, del cual todos los demás son secuaces, se conoce como Wolf 'White Fang' Hongo. Al final del juego, si ambos jugadores aún están vivos, los dos jugadores lucharán entre sí en la azotea del rascacielos para obtener la única apreciación de la hija del Presidente (similar al final de Double Dragon)